# Келлская книга
Ке́ллская кни́га, или Книга из Келлса, или Книга Келлса (также известная как «Кни́га Колу́мбы», ирл. Leabhar Cheanannais, англ. Book of Kells) — богато иллюстрированная рукописная книга, созданная ирландскими (кельтскими) монахами примерно в 800 году. Это одна из самых щедро украшенных изящными миниатюрами и орнаментами средневековых рукописей среди всех дошедших до нас. Благодаря великолепной технике исполнения и красоте узоров многие исследователи рассматривают её как наиболее значительное произведение средневекового ирландского искусства. Книга содержит четыре Евангелия на латинском языке, вступление и толкования, украшенные огромным количеством цветных узоров и миниатюр. В настоящее время книга хранится в библиотеке Тринити-колледжа в Дублине, Ирландия.

## История

### Создание

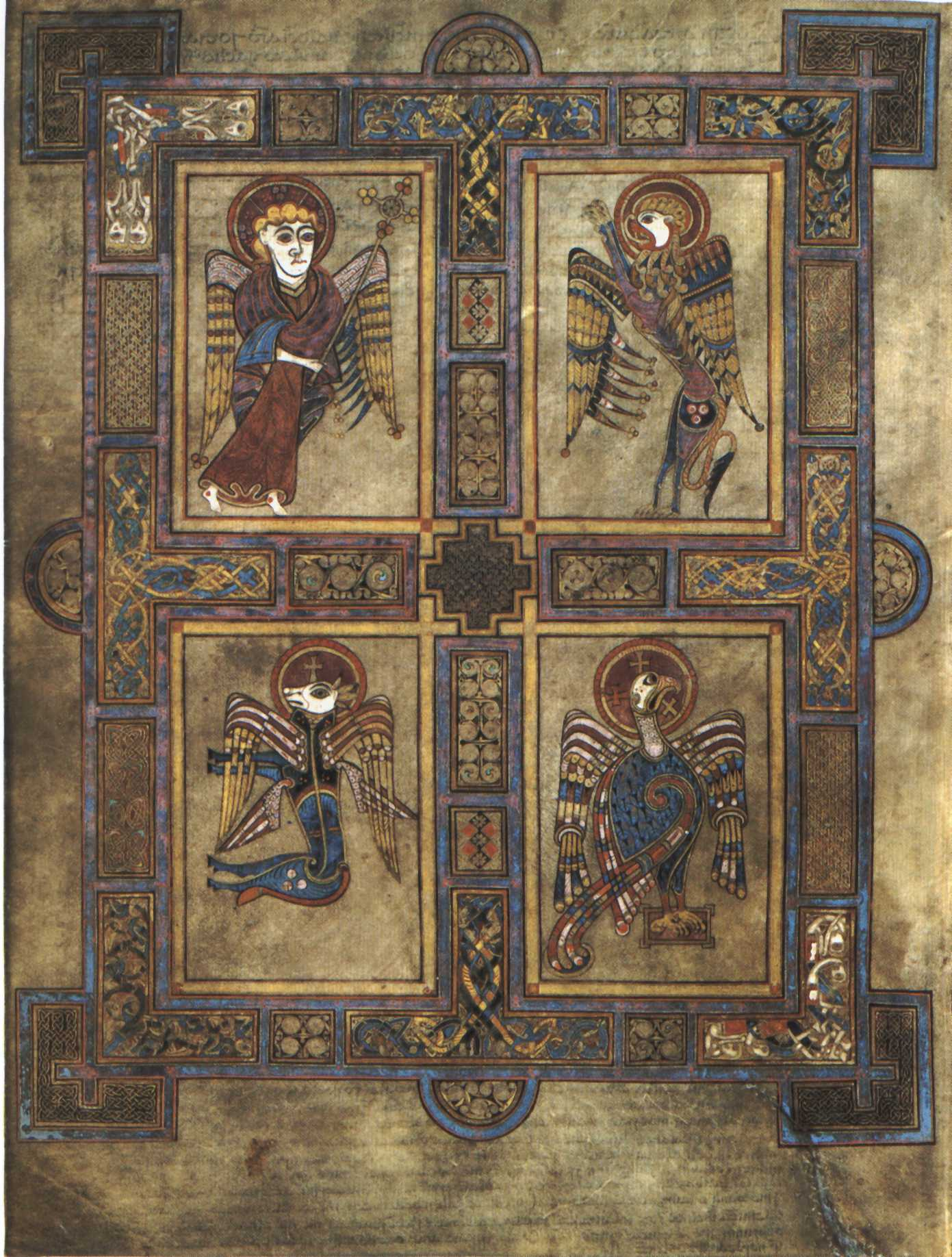
Фолио (лист) 27r, содержащий символы четырёх евангелистов

Согласно основной версии её происхождения, книга была создана в скриптории монастыря св. Колумбы на острове Айона в конце VIII — начале IX века. После того, как монастырь был разгромлен норманнами, книга была перевезена бежавшими монахами в Ирландию, в Келлское аббатство (монастырь), откуда книга и получила своё имя.
Келлская книга — это вершина мастерства в создании рукописных книг в период с конца VI по начало IX веков в монастырях Ирландии, Шотландии и северной Англии, а также в основанных выходцами из Ирландии и Англии монастырях на континенте. Из сохранившихся с того времени манускриптов («иллюминированных Евангелий») можно отметить «Житие Св. Колумбы» (англ. Cathach of St. Columba), Ambrosiana Orosius, фрагмент Евангелия из кафедральной библиотеки Дарема (все — начало VII века), книгу из Дарроу (англ. Book of Durrow — вторая половина VII века). Из книг, созданных в начале VIII века, сохранились Евангелие из Дарема (англ. Durham Gospels), Евангелие из Эхтернаха (англ. Echternach Gospels), Евангелие из Линдисфарна (англ. Lindisfarne Gospels) и Личфилдское Евангелие (англ. Lichfield Gospels). Евангелие Св. Галла (англ. St. Gall Gospel Book) и Евангелие Макрегала (англ. Macregal Gospels) были созданы в конце VIII века. В начале IX века были созданы Book of Armagh (датируется 807—809), Turin Gospel Book Fragment, Leiden Priscian, St. Gall Priscian и Macdurnan Gospel. Эти манускрипты обладают общими чертами, позволяющими исследователям относить их к одной традиции.
Книга хранилась в Келлском аббатстве на протяжении почти всех средних веков. Этот монастырь был основан в городе Келс (графство Мит, Ирландия) в начале девятого века, во времена постоянных вторжений викингов, монахами из монастыря с острова Айоны у берегов Шотландии. После того, как остров Айона стал слишком опасным для жизни из-за набегов викингов, большинство монахов перебралось в Келлское аббатство, ставшее после этого центром монашеского общества, основанного Св. Колумбой.

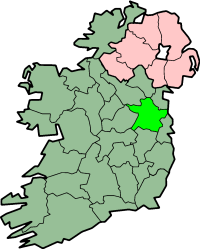
Графство Мит (Meath) на карте Ирландии

О дате и месте создания манускрипта велись ожесточённые споры. Традиция приписывала создание книги самому св. Колумбе, но палеографические исследования отодвинули создание этой книги на чуть более позднюю дату, примерно к 800 году.
Существует как минимум пять различных теорий о месте создания манускрипта. Согласно одной из них, книга была создана в скриптории монастыря св. Колумбы на острове Айона и перевезена в Келлское аббатство в нынешнем, не до конца завершённом виде. По второй версии, книга была начата на Айоне, а впоследствии работа над ней была продолжена в Келлском аббатстве. По третьей — книга была целиком создана в скриптории Келлского аббатства. По четвёртой версии, книга была создана на севере Англии, возможно, в Линдисфарне, затем перевезена на Айону, а оттуда — в Келлское аббатство. И, наконец, книга могла быть создана в неизвестном монастыре в Шотландии. Возможно, точное место так никогда и не будет установлено, но в настоящее время наиболее широко принятой является вторая версия — книга была начата на о. Айоны и продолжена в Келлском аббатстве. В любом случае книга была изготовлена монахами, принадлежавшими к обществу, основанному Колумбой.

### Средневековый период
Когда бы книга ни была создана, в XII веке она точно находилась в Келлском аббатстве, причём почти наверняка она была там и в начале XI века. В летописи «Анналы Ольстера» в записи от 1006 года сказано: «великое Евангелие Колумбы, главная реликвия Западного мира, было выкрадено ночью из западной ризницы большой каменной церкви в Кенаннас из-за своего роскошного оклада» (Кенаннас — средневековое ирландское название Келлса). Манускрипт был найден через несколько месяцев без своего украшенного золотом и драгоценностями оклада «под дёрном». Если, как предполагается, речь идёт именно о Келлской книге, то это первое упоминание о её местонахождении в источниках. Возможно, именно после этого похищения книга потеряла ряд страниц из своего начала и конца.
В XII веке земельные хартии келлского монастыря были скопированы на некоторые из чистых страниц книги, что даёт самое раннее точное подтверждение местонахождения книги в Келлсе. (Копирование хартий в важные книги было широко распространённой средневековой практикой).
Писатель XII века Гиральд Камбрийский в книге Topographia Hibernica описывает виденное им в Килдаре великое Евангелие, описание которого соответствует Келлской книге:
«Эта книга содержит гармонию четырёх евангелистов в соответствии с Иеронимом, почти каждая страница в ней украшена по-разному, разными цветами. В ней ты можешь видеть лицо Господа, божественно нарисованное, здесь есть мистические символы Евангелистов, каждый с крыльями, с шестью, с четырьмя, с двумя; здесь орёл, там телец, здесь человек, а там лев, и великое множество других фигур. Посмотри на них поверхностным взглядом, и ты подумаешь, что это подчистки, а не узор. Прекраснейшее искусство рядом с тобой, но ты можешь не заметить его. Ты обнаружишь лабиринты линий, таких тонких и изящных, полных переплетений и связей, с цветами такими свежими и живыми, что ты можешь сказать, что это — работа ангела, а не человека»
Так как Гиральд говорит, что видел эту книгу в Килдаре, возможно, что он видел другую, ныне утерянную, книгу, равную по качеству создания Келлской книге, или, возможно, в данном свидетельстве он ошибся с местом нахождения этой книги.
Келлское аббатство было распущено в ходе церковных реформ в XII веке. Монастырская церковь была превращена в приходскую, в которой продолжала храниться Келлская книга.

### Современный период
Келлская книга оставалась в Келлсе до 1654 года, когда кавалерия Оливера Кромвеля расположилась в этой церкви, и правитель города отослал книгу для её безопасности в Дублин. Книга была подарена Тринити-колледжу в Дублине в 1661 году Генри Джонсом, местным епископом. За исключением кратких периодов выставок, Келлская книга находится в библиотеке этого колледжа с XVII века по настоящее время.
В XVI веке Джеральдом Планкеттом на полях книги были проставлены римскими цифрами номера глав евангелий, в соответствии с делением на главы, предложенным в XIII веке архиепископом Кентерберийским Стефаном Ленгтоном. В 1621 году страницы книги были пронумерованы епископом Джеймсом Ашером. В 1849 году королеву Викторию и принца Альберта попросили оставить свои подписи в книге. Они расписались на современном форзаце книги. Эта страница была удалена в 1953 году при реставрации.
В течение прошедших столетий книгу неоднократно переплетали и реставрировали. Во время переплётных работ в XVIII веке страницы были обрезаны, чтобы привести их к одному формату, при этом некоторые фрагменты изображений были потеряны. Книга была переплетена в 1895 году, но этот переплёт быстро испортился. С конца 1920-х годов несколько страниц хранилось отдельно. В 1953 году книга была переплетена Роджером Пауэлом в четыре тома.
В 2000 году том, содержащий Евангелие от Марка, побывал на выставке лицевых рукописей в Канберре, Австралия. Это была четвёртая зарубежная выставка Келлской книги. К несчастью, во время перелёта том получил «небольшое разрушение пигмента» из-за вибрации авиамоторов во время долгого перелёта.

### Репродукции

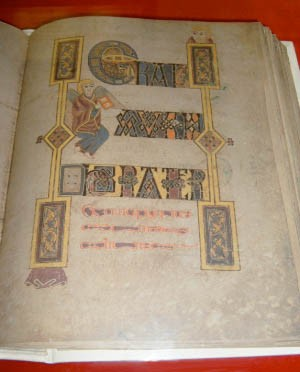
Фолио (лист) 183r с факсимиле 1990 года из Келлской книги, содержащий надпись «Erat autem hora tercia» («был час третий»).

В 1951 году швейцарское издательство «Урс Граф-ферлаг Берн» выпустило факсимильное издание. Большая часть страниц была воспроизведена в чёрно-белом варианте. 48 страниц, однако, были воспроизведены в цвете, включая все полностраничные иллюстрации.
В 1979 году другое швейцарское издательство, «Факсимиле ферлаг Лазерн», попросило разрешение на выпуск полноцветного факсимиле-издания. Первоначально Тринити-колледж отказал ему из-за опасения повредить книгу. В 1986 году, после разработки безопасного процесса для снятия фотокопий, исключавшего прикосновения к страницам, разрешение было получено. Издание вышло в 1990 году в двух томах, в первом — факсимиле книги, во втором — комментарии учёных. Доступна версия на CD-ROM с отсканированными изображениями страниц факсимиле-издания и комментариями исследователей. Полностью стала доступна в цифровом виде в мае 2024 года — выложена в публичный доступ Тринити-колледжем.

## Описание
Келлская книга содержит четыре Евангелия, написанных чёрными, красными, пурпурными и жёлтыми чернилами, с предисловием, заключением и выборкой отрывков из Евангелий. В настоящее время книга состоит из 340 пергаментных листов, называемых фолиями. Большая часть листов является частью двойных листов, так называемых бифолий, но некоторые листы являются одинарными.
Предполагают, что около 30 фолий было утеряно (осталось упоминание, что в 1621 году в книге было 344 фолии). Сохранившиеся фолии собраны в 38 «тетрадей». В одну тетрадь входит от 4 до 12 фолий (от 2 до 6 бифолий). Наиболее часто в тетради содержится 10 фолий. Некоторые фолии являются отдельными листами, в частности, многие важные декорированные страницы. На многих страницах сохранились вспомогательные линии и отметки. Пергамент высококачественный, хотя фолии имеют неодинаковую толщину, от весьма толстых до почти просвечивающих. Формат книги в настоящее время 330 на 250 миллиметров. Первоначально страницы не были одного размера, но в XVIII веке их обрезали, приведя к одинаковому виду. Область текста — примерно 250 на 170 мм. На каждой странице с текстом от 16 до 18 строк. Манускрипт хорошо сохранился. Книга осталась незавершённой, и некоторые миниатюры существуют только в набросках.

### Содержание

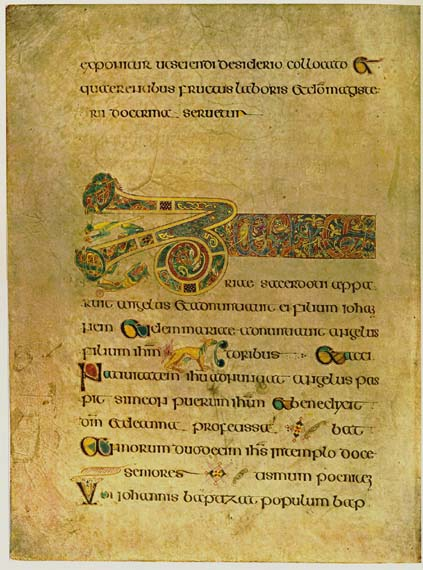
Лист 19, содержащий начало Breves causae для Евангелия от Луки

Книга в существующем виде содержит предисловие, полный текст Евангелий от Матфея, Марка и Луки и текст Евангелия от Иоанна до Иоанн. 17:13. Остаток Евангелия от Иоанна и неизвестный кусок предисловия утеряны — возможно, это произошло, когда книга была украдена в начале XI века. Сохранившийся кусок предисловия состоит из двух фрагментов списков еврейских имён, содержащихся в евангелиях, Breves causae и Argumenta (перекрёстные ссылки на «Евангелия» и «Легенды о жизни евангелистов») для четырёх Евангелий, и канонических таблиц Евсевия Кесарийского. Вероятно, что, подобно Евангелию из Линдисфарна, книге из Дарроу и книге из Армага, часть утерянного предисловия содержала письмо Иеронима папе Дамасу I, известное как «Novum opus», в котором Иероним объясняет цель своего перевода. Также возможно, хотя менее вероятно, что утерянный материал включал в себя письмо Евсевия к Карпиану, в котором он объясняет использование канонических таблиц (из всех вышеперечисленных книг только Евангелие из Линдисфарна содержит это письмо).
Существуют два фрагмента списков еврейских имён: один на правой стороне первого листа книги, второй на листе 26, который в настоящее время вставлен в конец вводной части Евангелия от Иоанна. Первый фрагмент списка содержит конец списка имён из Евангелия от Матфея. Отсутствующие имена из этого списка должны были занимать дополнительно два листа. Второй фрагмент списка, на листе 26, содержит около четверти списка имён из Евангелия от Луки. Имена из этого Евангелия должны занимать около трёх листов дополнительно. Структура тетради, в которой находится лист 26, говорит о том, что дополнительные три листа не могли находиться между листами 26 и 27, так что лист 26 определённо находится не на своём оригинальном месте. Списки имён для Марка и Иоанна, видимо, утрачены.

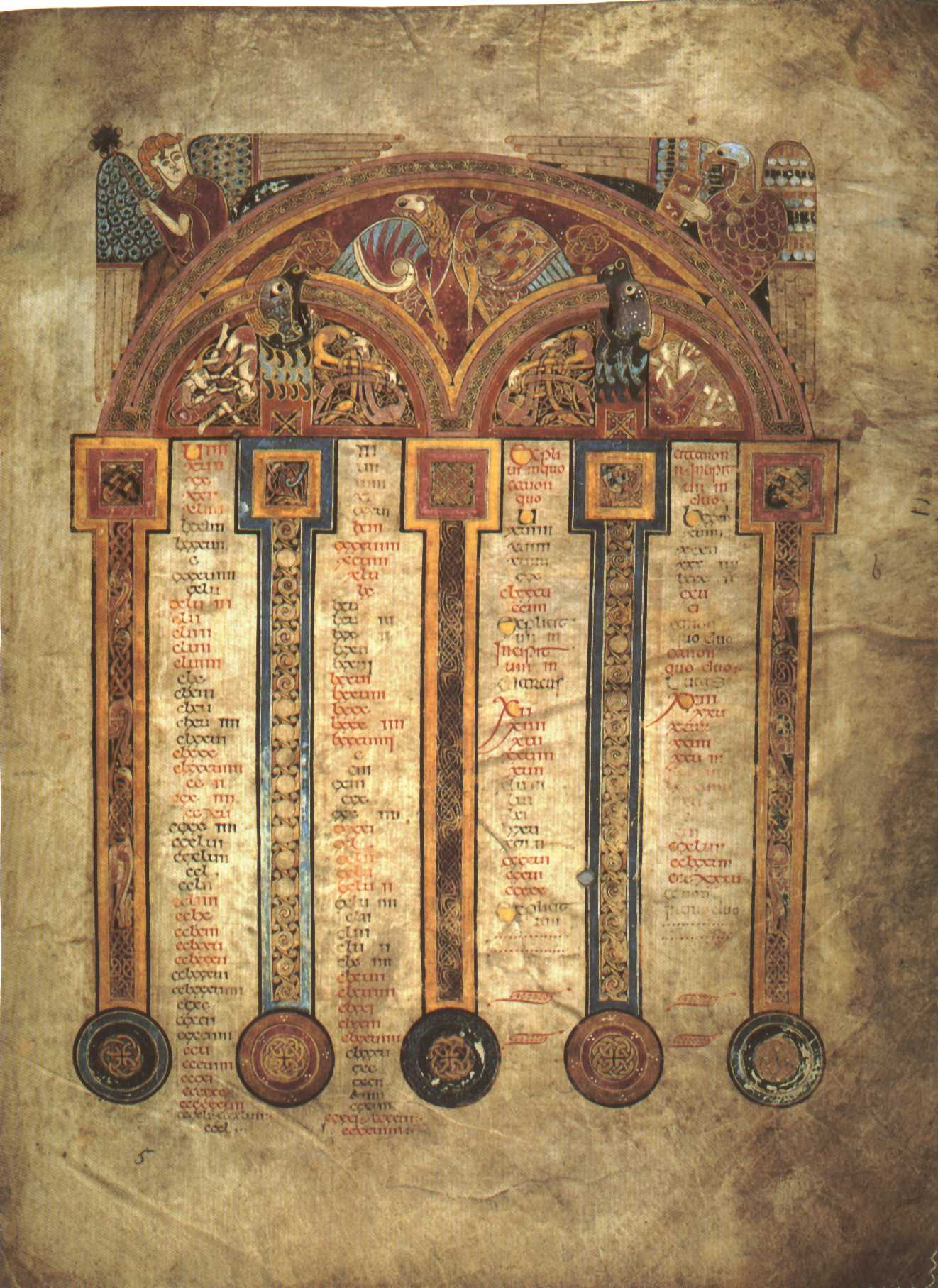
Фолио (лист) 5r, содержащий страницу с каноническими таблицами Евсевия.

За первым фрагментом списка следуют канонические таблицы Евсевия Кесарийского. Эти таблицы, составленные ещё до создания Вульгаты бл. Иеронимом, представляют собой систему перекрёстных ссылок на параллельные места Евангелий. Евсевий разделил каждое Евангелие на фрагменты, размер которых зависел от наличия параллелей в других Евангелиях, а затем свёл номера параллельных мест в таблицы, позволяющие читателям находить схожие места в разных Евангелиях. Канонические таблицы традиционно включались во вводную часть большинства средневековых копий теста Вульгаты. Таблицы в Келлской книге, однако, практически непригодны для использования из-за того способа, каким переписчик их изобразил. Кроме того, соответствующие номера глав так и не были вставлены на поля книги, поэтому невозможно найти места, на которые ссылаются эти таблицы. Причины, по которым эти номера глав не были вставлены в книгу, неизвестны. Возможно, что их планировали вставить, когда книга будет полностью завершена, а этого так и не случилось.
Breves causae и Argumenta принадлежат к до-вульгатовской рукописной традиции. Breves causae — это краткие изложения старого латинского перевода евангелий. Они разделены на ряд глав. Эти номера глав, так же как в случае с каноническими таблицами, не проставлены в самих Евангелиях. Однако вряд ли эти номера могли быть использованы даже в том случае, если бы книга была завершена, из-за того, что номера глав соответствуют старому латинскому переводу, который сложно гармонизировать с текстом Вульгаты. Argumenta — это сборник легенд о евангелистах. Breves causae и Argumenta расположены в довольно странном порядке: вначале идут Breves causae и Argumenta для Матфея, затем Breves causae и Argumenta для Марка, затем Argumenta для Луки и Иоанна, затем Breves causae для Луки и Иоанна. Тот же порядок можно найти в Книге из Дарроу, хотя там Breves causae для Луки и Иоанна находится в конце книги, в то время как всё остальное — в начале. В других рукописях этой группы, таких как Евангелие из Линдисфарна (англ. Lindisfarne Gospels), Книга из Армага (англ. Book of Armagh) и Евангелие из Эхтернаха (англ. Echternach Gospels), каждое Евангелие рассматривается как отдельная работа и имеет вводную часть, посвященную конкретно ему. Скорее всего, писцы в Келлсе имели перед собой либо Книгу из Дарроу, либо какой-то их общий прототип в качестве модели.

### Текст и шрифт
Келлская книга содержит текст четырёх Евангелий, основанный на Вульгате. Однако в тексте есть и отличия от Вульгаты, в которых используется старый латинский перевод (доиеронимовский). Эти вариации встречаются и в других «островных» евангелиях, однако, не похоже на то, что существовал какой-то один источник для всех «островных» текстов. Предполагают, что переписчики при работе зачастую полагались на свою память, а не на текст в книге-прототипе.

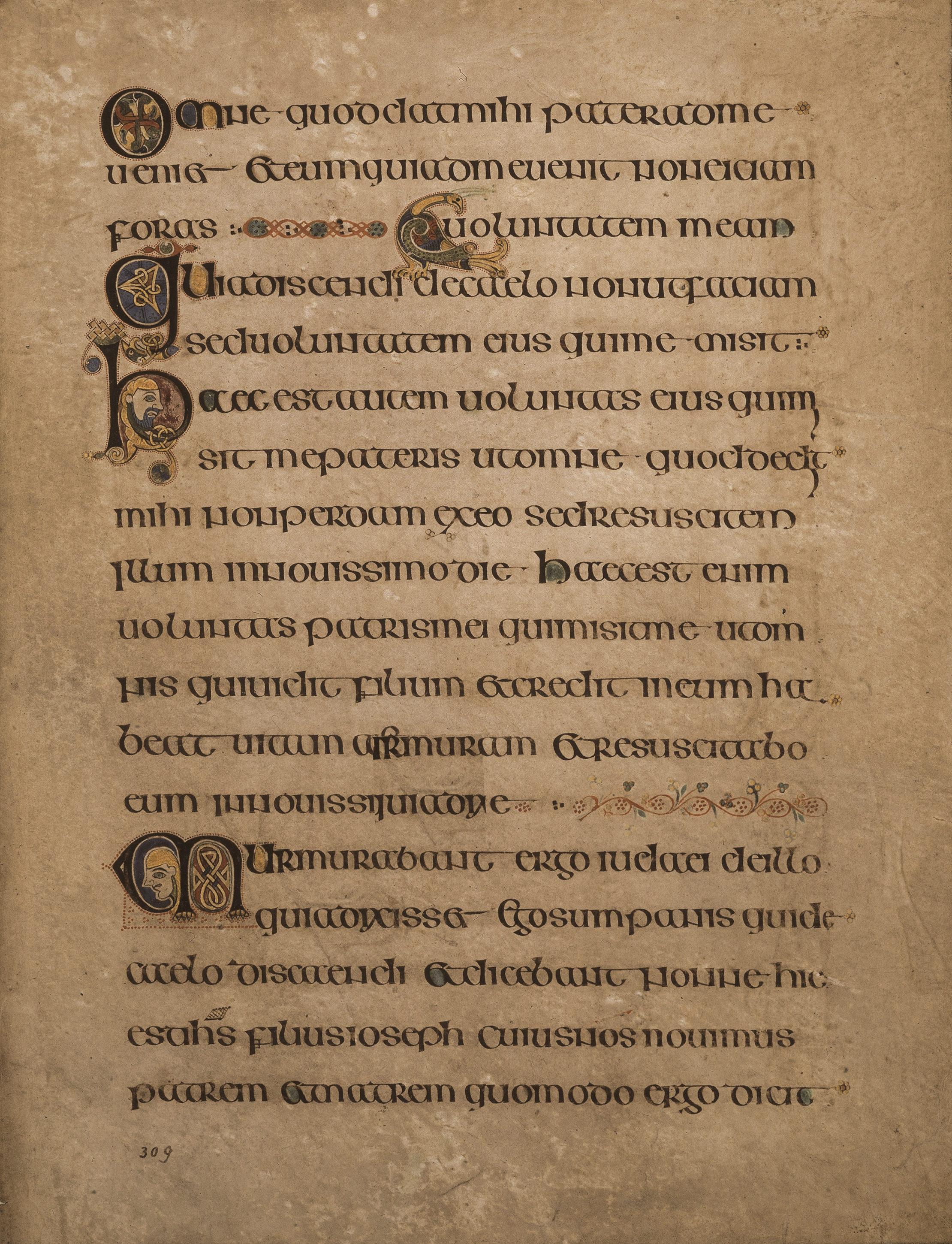
Фолио (лист) 309r, содержащий текст из Евангелия от Иоанна, написанный островным вариантом прописных букв, переписчиком, известным как «Рука B»

Манускрипт написан островным вариантом прописных букв, иногда встречаются строчные буквы (минускулы), обычно это буквы «c» и «s». Текст, главным образом, написан в одну длинную строку во всю страницу. Франсуаза Хенри идентифицировала как минимум трёх переписчиков, назвав их «Рука А», «Рука B», «Рука С». Рукой А написаны листы с 1 по 19v, с 276 по 289 и с 307 до конца рукописи. Рука А большей частью применял коричневые чернила, сделанные из чернильных орешков, которые использовались по всему Западу. На его страницах обычно 18 или 19 строк текста. Рукой В написаны листы с 19r до 26 и с 124 до 128. У него заметна тенденция использовать минускулы (строчные буквы), красные, пурпурные и чёрные чернила и переменное количество строк на страницу. Рукой С написана большая часть текста. У него также заметна тенденция более часто, чем у «Руки А», использовать минускулы. Он использовал те же коричневые чернила из чернильных орешков, что и Рука А. На его страницах почти всегда 17 строк текста.

### Украшения
Текст сопровождается невероятно сложными по технике создания рисунками в полную страницу, а также в самом тексте часто встречаются небольшие художественные украшения. В книге используется широкая палитра цветов, наиболее часто встречаются пурпурный, сиреневый, красный, розовый, зелёный, жёлтый. (Для иллюстраций в Книге из Дарроу, напротив, используются только четыре краски). Удивительно, учитывая общую роскошь книги, но в ней не использовалось серебро и золото. Пигменты, использованные для приготовления чернил, импортировались практически со всей Европы, а наиболее редкий и дорогой — синяя ляпис-лазурь — был привезён из Афганистана.
Количество и качество рисунков намного превосходят все остальные сохранившиеся «островные» Евангелия. Сохранилось десять полностраничных иллюстраций, включая две с портретами евангелистов, три страницы с четырьмя символами евангелистов, страница с монограммой из имени Христа, миниатюра Девы с Младенцем, миниатюра Воцарившегося Христа, миниатюра с арестом Христа и с Искушением Христовым. Также в книге сохранились 13 полных страниц с декорированным текстом, включая страницы с первыми несколькими словами каждого Евангелия. На многих страницах книги только часть текста декорирована. Восемь из десяти страниц с каноническими таблицами щедро украшены узорами. Очень вероятно, что в книге были и другие страницы с миниатюрами, ныне утраченные. В дополнение к этим главным страницам с миниатюрами, в книге имеется огромное количество маленьких орнаментов и украшений по всему тексту, например, для начальных букв.
Сохранившаяся часть манускрипта начинается с листа с фрагментом списка еврейских имён. Этот фрагмент занимает одну колонку правой страницы первого листа. Другая колонка этого листа занята миниатюрой с символами четырёх евангелистов, ныне почти стёртой. Миниатюра расположена так, что книгу нужно перевернуть на 90 градусов, чтобы увидеть её в правильном положении. Символы четырёх евангелистов — это визуальная тема, встречающаяся на протяжении всей книги. Они почти всегда изображены вместе, чтобы показать единство послания четырёх Евангелий.

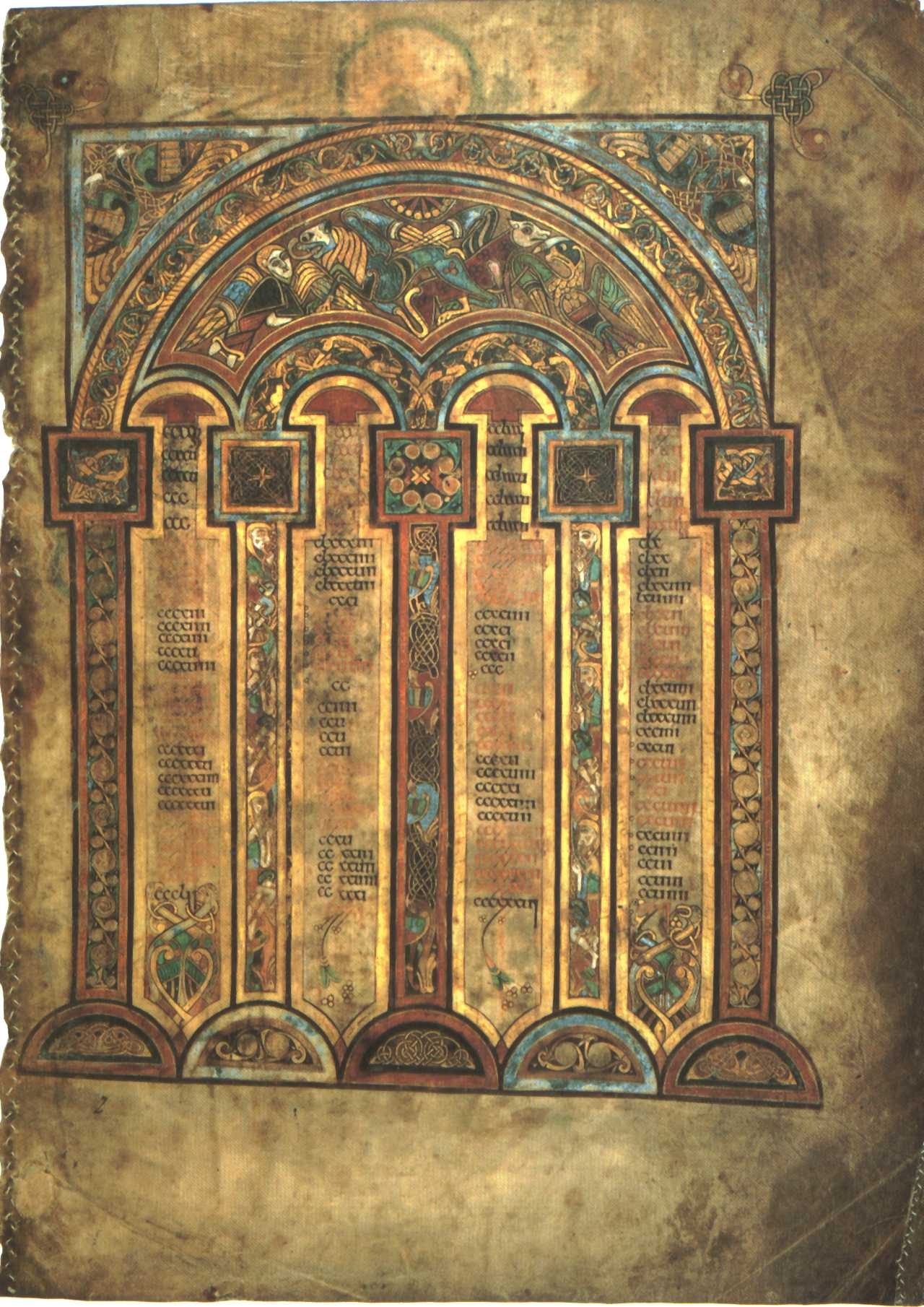
Лист 2r Келлской книги, содержащий одну из канонических таблиц Евсевия

Единство четырёх Евангелий подчёркивается также в украшениях канонических таблиц Евсевия. Они сами по себе служили тому, чтобы подчеркнуть единство Евангелий, позволяя читателю находить схожие места из них. Канонические таблицы Евсевия обычно требовали для своего размещения двенадцати страниц. Творцы Келлской книги изначально и рассчитывали разместить их на 12 страницах (листы с 1v по 7r), но, по неизвестным причинам, ужали их до 10 страниц, оставив листы 6v и 7r пустыми. Это сжатие привело к тому, что таблицы невозможно использовать. Украшения первых восьми страниц канонических таблиц явно испытали на себе влияние ранних книг с Евангелиями, созданных в Средиземноморье. Украшать эти таблицы арками было весьма распространённой традицией (ср. с Лондонскими каноническими таблицами). Создатели Келлской книги также сделали это, но в своём островном духе. Арки изображены не как архитектурные элементы, а скорее как стилизованные геометрические шаблоны, выполненные с использованием кельтских мотивов. Символы четырёх евангелистов занимают пространство над и под арками. Последние две канонические таблицы изображены в сетке, что впервые встречается в Книге из Дарроу.
Остаток книги после канонических таблиц разделён на секции. Начало каждой части отмечено миниатюрами и полными страницами с украшенным текстом. Каждому из Евангелий предшествует множество иллюстраций. Вступительная часть рассматривается в качестве отдельной, и ей предшествует щедро украшенный разворот. Помимо вступительной части и Евангелий, «второе начало» Евангелия от Матфея также украшено начальными иллюстрациями.

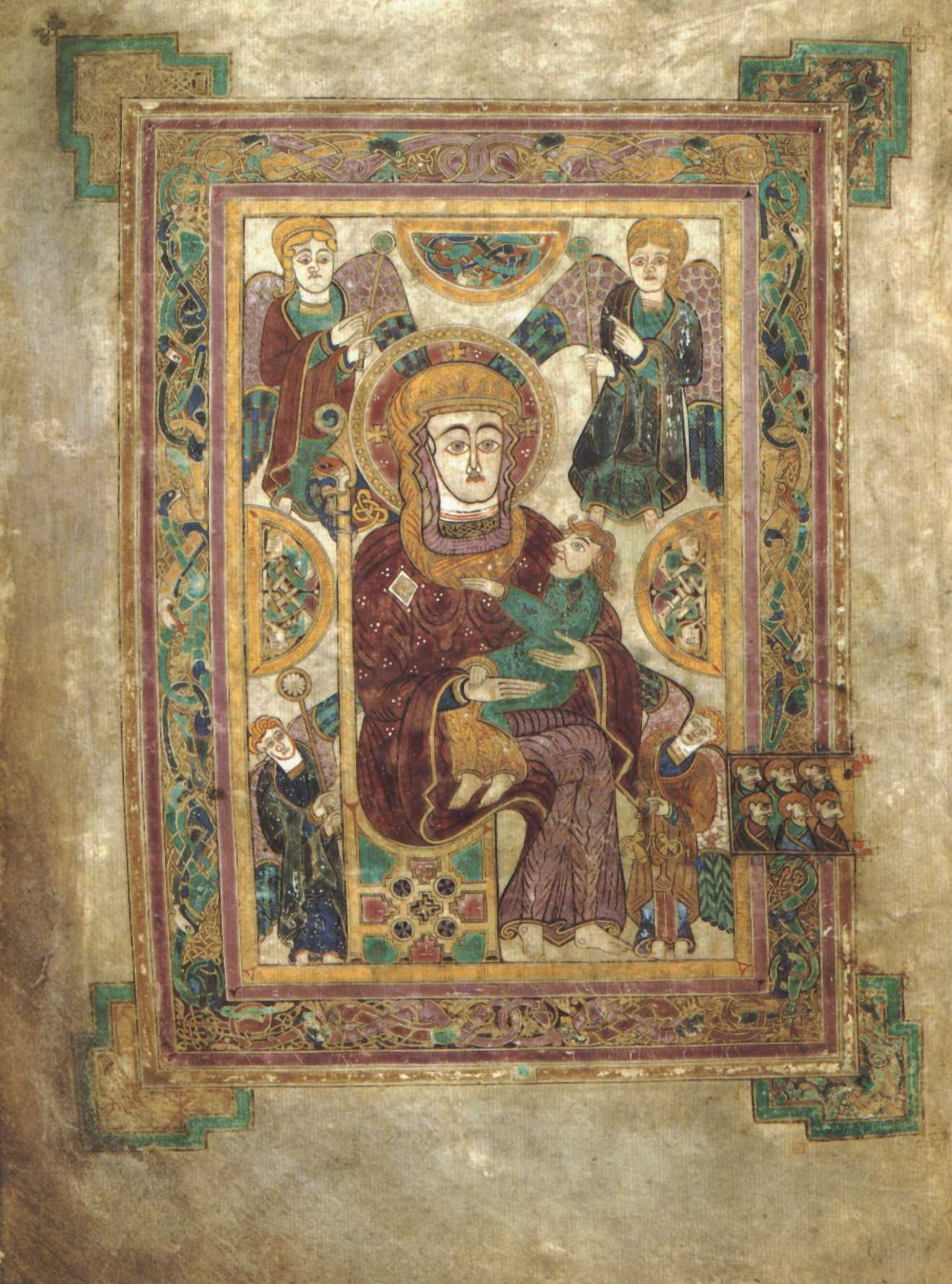
Лист 7v, содержащий образ Девы с Младенцем. Это старейшее из сохранившихся изображений Девы Марии в западных рукописях

Вступительной части предшествует образ с Девой Марией и Младенцем Иисусом (лист 7v). Это старейшее из сохранившихся изображений Девы Марии в западных рукописях. Эта миниатюра стилистически похожа на изображение, вырезанное на крышке гроба св. Катберта. Иконография миниатюры может носить следы влияния Восточных или Коптских икон.
Миниатюра Девы с Младенцем находится перед первой страницей с текстом Breves Causae для Евангелия от Матфея, который начинается со слов Nativitas Christi in Bethlem (с лат. — «Рождение Христа в Вифлееме»). Начальная страница (folio 8r) текста Breves Causae окружена тщательно украшенной рамкой. Двухстраничный разворот с миниатюрой и текстом оживляет вступительную часть материала. Начальная строка каждой части вступления увеличена и украшена (см. выше Breves causae Евангелия от Луки — лист 19), но остальные части вступления всё же выполнены не на таком высоком уровне, как начало Breves Causae Евангелия от Матфея.

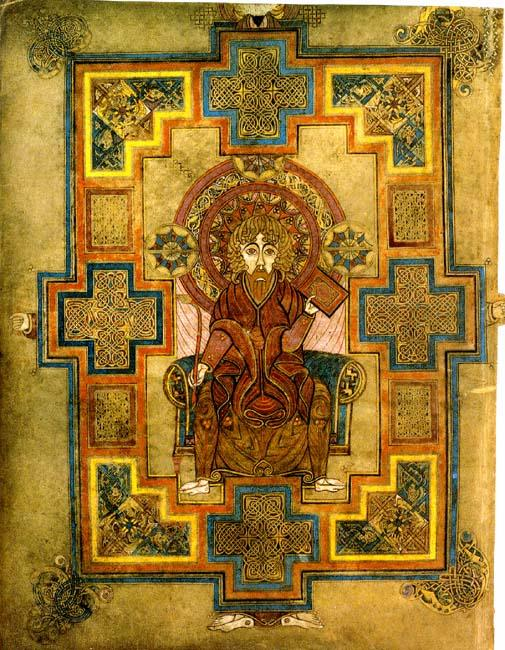
Лист 291v, содержащий портрет Евангелиста Иоанна

Книга была задумана так, чтобы каждое Евангелие начиналось с вводных иллюстраций, построенных по одному плану. Первоначально каждому Евангелию предшествовала полностраничная миниатюра с символами четырёх Евангелистов, за которой следовала пустая страница. Затем шёл портрет Евангелиста, после которого начинался уже собственно текст, первая страница которого всегда обильно декорирована. В Евангелии от Матфея сохранились и портрет Евангелиста (лист 28v), и страница с символами четырёх Евангелистов (лист 27r, см. выше). В Евангелии от Марка отсутствует портрет Евангелиста, но осталась страница с символами Евангелистов (лист 129v). В Евангелии от Луки отсутствуют и портрет, и символы Евангелистов. В Евангелии от Иоанна, также как в Матфее, сохранились и портрет (лист 291v, см. справа), и страница с символами Евангелистов (лист 290v). Предполагают, что портреты Марка и Луки и страница с символами перед Лукой когда-то существовали, но ныне утеряны.

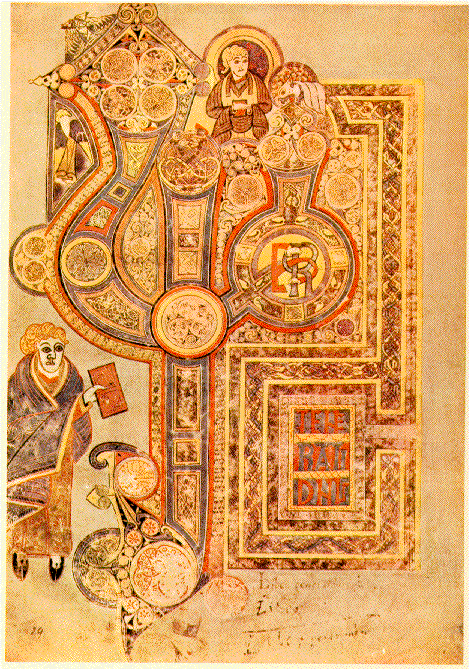
Лист 29r, содержащий инципит (начальные слова) Евангелия от Матфея.

Первые несколько слов Евангелия всегда обильно декорированы. Эти страницы напоминают орнаменты на ковре. Зачастую сам текст очень трудно различить среди всевозможных украшений. Начальная страница (лист 28r) Евангелия от Матфея может служить хорошим примером. Текст на странице состоит только из двух слов Liber generationis (с лат. — «Книга поколений»). «Lib» из слова Liber превращено в гигантскую монограмму, занимающую большую часть страницы. «er» из Liber представлено в виде пересекающегося орнамента внутри буквы «b» монограммы lib. Generationis разорвано на три строки и находится внутри украшенной орнаментами рамки в правом нижнем квадранте страницы. Всё это окружено орнаментированным бордюром. Бордюр и сами буквы украшены кельтскими узорами со спиралями и узлами, а также с зооморфными мотивами. Начальные слова Марка, Initium evangelii (с лат. — «Начало Евангелия»), Луки, Quoniam quidem multi (с лат. — «Как уже многие»), и Иоанна, In principio erat verbum, (с лат. — «В начале было Слово») отделаны в том же стиле. Во всех остальных «островных» Евангелиях эти страницы также сильно декорированы, но уровня Келлской книги всё же не достигают.
Евангелие от Матфея начинается с родословия Иисуса Христа. Настоящий рассказ о жизни Христа начинается с Мат. 1:18. Это «второе начало» Матфея выделено во многих ранних книгах с Евангелиями настолько, что зачастую эти две части могут рассматриваться как отдельные работы. «Второе начало» начинается со слова «Христос». В средневековых манускриптах греческие буквы χ — «хи» и ρ — «ро» часто использовались для аббревиатуры имени Христа. В «островных» Евангелиях начальная «Хи Ро монограмма» обычно всегда увеличена и обильно украшена. В Келлской книге «второе начало» украшено так же изобильно, как начала Евангелий. На листе 32v изображена миниатюра с Христом Воцарившимся. За этой миниатюрой следует «ковровая» страница лист 33r, единственная в Келлской книге, чьё содержимое — только орнамент. После этого идёт пустая страница 33v, за которой следует, страница с монограммой Хи Ро, которая служит инципитом (началом) для рассказа о жизни Христа.

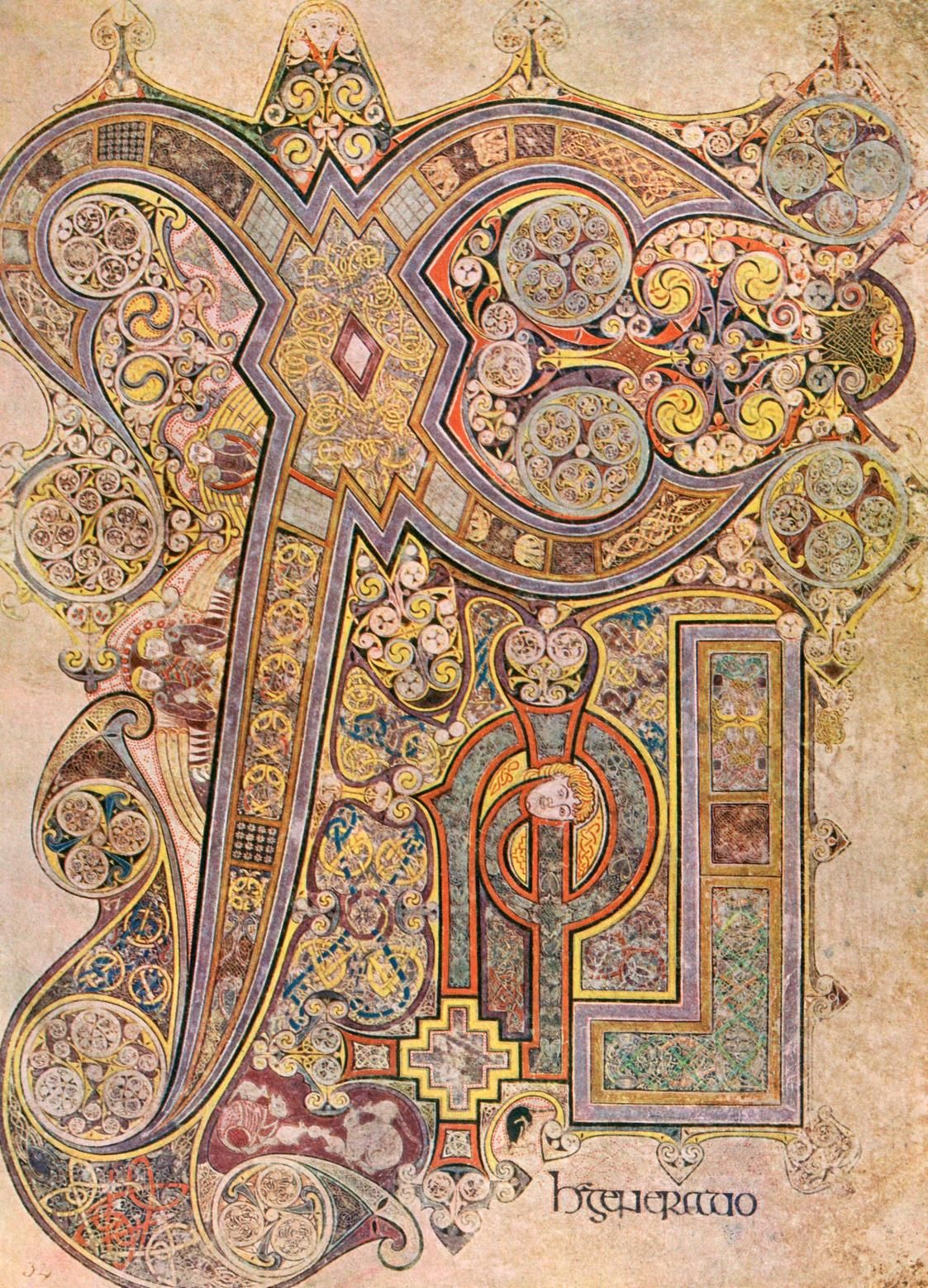
Лист 34r, содержащий монограмму Хи-Ро (χρ) — первые буквы имени Христос в греческом языке.

В Келлской книге монограмма Хи-Ро выросла до размеров целой страницы. Буква «Хи» доминирует на странице, занимая большую её часть. «Ро» расположена под буквой «Хи» справа. Обе буквы покрыты обильными узорами с кельтскими узлами. Фон также покрыт огромным числом узоров со спиралями и узлами. Внутри этой массы орнаментов спрятаны фигуры животных и насекомых. Три ангела появляются из-за одной из перекладин буквы «Хи». Эта миниатюра является самой большой и роскошной монограммой Хи Ро во всех «островных» Евангелиях, кульминацией традиции, начавшейся с Книги из Дарроу.
Келлская книга содержит две полностраничные миниатюры, иллюстрирующие эпизоды со Страстями Христовыми. Текст Матфея иллюстрирован миниатюрой с арестом Христа (лист 114r). Иисус изображён стоящим под аркой, его держат за руки два человека. В тексте Луки есть полностраничная миниатюра с Искушением Христа (лист 202v). Христос изображён по пояс на вершине Храма. Справа стоит толпа людей, возможно изображающая его учеников. Слева и ниже Христа находится чёрная фигура Сатаны. Выше изображены два ангела.
Обратная сторона листа, содержащего Арест Христа, содержит полную страницу декорированного текста, который начинается с Tunc dicit illis (с лат. — «Тогда говорил им [Иисус]»). Следом за миниатюрой с Искушением также следует страница с декорированным текстом (лист 203r Iesus autem plenus, с лат. — «Иисус, исполненный [Духа Святаго]»). В дополнение к этому имеется ещё пять скрупулёзно отрисованных страниц с декорированным текстом. В Матфее находится ещё одна такая страница со словами (лист 124r, Tunc crucifixerant Xpi cum eo duos latrones). В Евангелии от Марка есть две страницы с декорированным текстом (лист 183r, Erat autem hora tercia, и лист 187v, [Et Dominus] quidem [Iesus] postquam). Евангелие от Луки также содержит две страницы декорированного текста (лист 188v, Fuit in diebus Herodis, и лист 285r, «Una autem sabbati valde»). Хотя эти тексты не имеют связанных с ними миниатюр, возможно, что эти миниатюры или существовали и были утеряны, или были, как минимум, запланированы, но так и не нарисованы. В Евангелии от Иоанна, помимо инципита, нет других страниц с декорированным текстом. Однако, в трёх других Евангелиях все полные страницы с декорированным текстом, за исключением листа 188v, встречаются внутри рассказов о Страстях Христовых. В Евангелии от Иоанна как раз эта часть текста отсутствует, так что, вероятно, в Иоанне некогда существовали эти страницы с декорированным текстом.

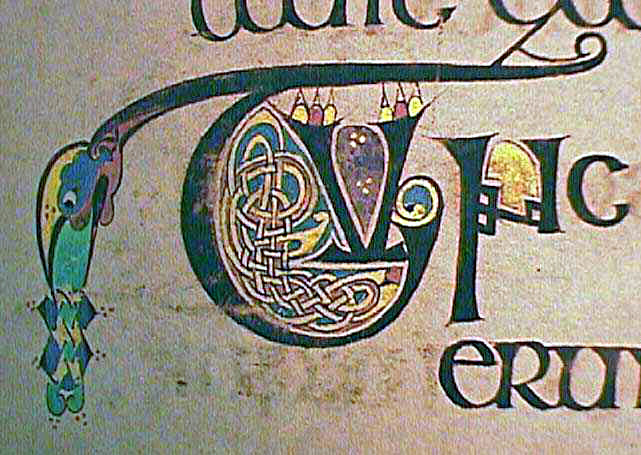
Почти все листы Келлской книги содержат маленькие иллюстрации, подобные этим орнаментированным первым буквам.

Украшения в книге не ограничены основными страницами. В действительности все, за исключением двух, страницы содержат какие-либо иллюстрации/орнаменты. По всему тексту разбросаны декорированные инициалы и маленькие фигурки животных и людей, зачастую закрученные в узлы и сложные орнаменты. Многие важные тексты, такие как молитва «Отче наш», имеют декорированные инициалы. На странице, содержащей заповеди о блаженствах из Нагорной проповеди в Матфее (лист 40v) имеется большая миниатюра вдоль левого поля страницы, состоящая из связанных между собой букв «B», с которых начинается каждая строка. Генеалогия Христа из Евангелия от Луки (лист 200r) содержит подобную миниатюру, в которой в цепочку вдоль левого поля страницы соединены слова «qui». Многие из маленьких фигурок животных, рассеянных по тексту, служат пометками об окончании строки, а иногда они просто служат тому, чтобы заполнить место, оставшееся в конце строки. Ни одна из этих фигурок не повторяет другую.
Все украшения в книге выполнены с высочайшим мастерством. От сложности их дизайна зачастую захватывает дыхание. В одном узоре, который занимает квадратный дюйм страницы, можно насчитать 158 сложных пересечений белой ленточки с тёмным бордюром. Некоторые узоры можно различить только с помощью лупы, хотя во время создания этой книги их ещё не существовало. Узоры и орнаменты, которые можно увидеть в этой книге, имеют много параллелей с ювелирными украшениями и резьбой по камню, оставшимися с того периода. Дизайн этих узоров зачастую используется и в сегодняшних ювелирных украшениях и татуировках.

## Использование
Книга была предназначена скорее для использования во время богослужений, нежели для чтения. Большие, щедро украшенные Евангелия, такие как Келлская книга, обычно хранились в алтаре церкви и использовались только для чтения Евангелия во время литургии. Однако чтец, зачастую, не читал текст по книге, а цитировал по памяти. Как утверждается в «Хрониках Ольстера», книга была украдена из ризницы (где хранились сосуды, чаши и прочая утварь, используемая во время литургии), а не из монастырской библиотеки. Оформители книги, скорее всего, и имели в виду такое использование книги, чтобы она скорее выглядела роскошной, чем была полезной. В тексте имеются многочисленные неисправленные ошибки. Предложения часто начинаются с новой строки, что позволяло украсить страницу большим количеством буквиц, а пустое место в предыдущих неполных строках занять орнаментом. Номера глав, необходимые для использования канонических таблиц, так и не были проставлены на полях. В общем, всё делалось для того, чтобы не нарушить своеобразную эстетику книги: у красоты был явный приоритет над полезностью.

## В искусстве
- «The Book Of Kells» — второй студийный альбом кельтской рок-группы Iona, записанный в начале 1992 года
- «Тайна Келлс» (англ. The Secret of Kells) — полнометражный цветной мультфильм 2009 года режиссёра Томма Мура, в центре сюжета которого история спасения и завершения Келлской книги в начале IX века
- «The Book Of Kells» — одноимённая песня американской хеви-метал-группы Jag Panzer[англ.]